# Janusz Prystrom
Janusz Prystrom (ur. 17 września 1936 w Białymstoku, 10 kwietnia 1998) – polski prawnik, pracownik naukowy w zakresie stosunków międzynarodowych i dyplomata.
Syn Leonarda, nauczyciela (1908–1940) i Walentyny Prystrom. Absolwent Szkoły Głównej Służby Zagranicznej w Warszawie, uzyskał stopień doktora nauk prawnych na Uniwersytecie im. Mikołaja Kopernika w Toruniu (1971). Wstąpił do polskiej służby zagranicznej, gdzie pełnił m.in. funkcje: radcy w Wiedniu (1974–1976), również w Polskiej Misji Wojskowej w Berlinie Zachodnim, p.o. jej szefa (1981–1983), urzędnika MSZ, oraz pracownika naukowego, ostatnio z tytułem profesora w zakresie stosunków międzynarodowych Polskiego Instytutu Spraw Międzynarodowych w Warszawie. Był współpracownikiem Zarządu II Sztabu Generalnego WP ps. „Soler” (1974–1982). Pochowany na cmentarzu miejskim w Białymstoku.